# Young African Leaders Initiative
Pour les homonymes, voir Yali (homonymie).
Le Young African Leaders Initiative (YALI) est une initiative du département d'État des États-Unis. Ce programme, lancé en 2010 par le président américain Barack Obama, vise à forger un réseau actif de jeunes leaders africains ; il consiste en une formation de six semaines dans des universités américaines offerte à des centaines de jeunes de l'Afrique sub-saharienne. 

## Historique

### 2010: 115 jeunes Africains auPresident's Forum with Young African Leaders
Du 03 au 05 août 2010, le président américain Barack Obama réunit 115 jeunes de 46 pays de l'Afrique sub-saharienne à Washington  pour discuter de leadership et de sa vision pour l'Afrique dans les 50 prochaines années. Dans son discours d'ouverture du forum, Barack Obama invitait les participants à ce forum, premier du genre, à travailler ensemble pour transformer l'Afrique.

### 2012: 60 jeunes leaders africains au "Sommet sur l’innovation et le Partenariat de mentorat des jeunes leaders Africains"
Le Sommet sur l’innovation et le Partenariat de mentorat des jeunes leaders africains, qui s'est déroulé du 12 juin au 1er juillet 2012, s’inscrit dans le cadre de l’Initiative présidentielle pour les jeunes leaders africains. Cet événement illustre la vision du président Obama, selon laquelle les jeunes Africains tiennent l’avenir du continent dans leurs mains.
Le Sommet sur l'innovation et le Partenariat de mentorat a réuni 62 jeunes leaders africains dans 42 pays d'Afrique subsaharienne pour trois semaines de formation pratique professionnelle et pratique. Les participants représentent des domaines aussi divers que la politique, les médias, l'informatique, le tourisme, l'agrobusiness et l'activisme social.

### 2014: première vague de boursiers du programme
Le 28 juillet 2014, ce sont 500 jeunes africains, sélectionnés dans leur différents pays, qui rencontrent Barack Obama lors du premier Presidential Summit of the Mandela Washington Fellowship for Young African Leaders. Il s'agissait d'une conclusion de six semaines de formation, de découvertes, d'échanges académiques et professionnels dans sur le sol américain.
Répartis dans 20 établissements d'enseignement supérieur américains, les boursiers du programme YALI ont suivi une formation accélérée trois principales filières que sont :
- L'Entrepreneuriat et les affaires (Business and entrepreneurship)
- Le Leadership civique (Civic Leadership)
- L'Administration Publique (Public Management).

Ces 500 jeunes Africains constituent la première vague des Mandela Washington Fellows, nom donné en hommage au président sud-africain Nelson Mandela

## YALI Chapitre du Rwanda
Le centre régional de Leadership YALI pour l' Afrique de l' Est a un Chapitre au Rwanda où se trouve une communauté de jeunes leaders passionnés.
Et tous les anciens élèves ont suivi les cours de leadership du Centre régional de leadership YALI.

### 2015: deuxième vague duMandela Washington Fellowship for Young African Leaders
Le 3 août 2015, Barack Obama rencontre 500 autres jeunes Africains lors du second Presidential Summit of the Mandela Washington Fellowship for Young African Leaders. Il s'agit de la deuxième cohorte de 500 jeunes Africains sélectionnés pour participer au programme Mandela Washington Fellowship.

### 2016: troisième vague duMandela Washington Fellowship for Young African Leaders
Du 1er au 3 août 2016, ce sont pour cette troisième année consécutive 1 000 jeunes Africains ayant participé au Mandela Washington Fellowship pour l'année 2016 qui ont rencontré le président américain Barack Obama lors du Presidential Summit.

## Établissements d'accueil du programme
1. Clark Atlanta University (en)
2. Dartmouth College
3. Université Northwestern
4. Université Notre-Dame-du-Lac
5. Université du Texas à Austin
6. Université du Wisconsin–Stout
7. Université Yale
8. Université d'État de l'Arizona
9. Rutgers, The State University of New Jersey
10. Université Tulane
11. Université de Californie à Berkeley
12. Université du Delaware
13. Université de Virginie/The College of William and Mary
14. Wagner College
15. Université internationale de Floride
16. Howard University
17. Université d'État Morgan
18. Université de Syracuse
19. Université de l'Arkansas
20. Université du Minnesota